# Glomerella cingulata
Espèce
Glomerella cingulat est une espèce de champignons parasites qui cause des maladies sur différents fruits et légumes sous le nom d'anthracnose avec une aire de répartition mondiale de la maladie,. Des plantes cultivées comme le Millepertuis perforé ou Herbe de la saint-Jean (Hypericum perforatum) sont touchées. Il cause aussi la maladie des feuilles d'Hevea brasiliensis.
Glomerella cingulata est le stade sexué (téléomorphe) alors que le stade asexué (anamorphe) est désigné par Colletotrichum gloeosporioides.

## Taxonomie

### Synonyme
- Colletotrichum gloeosporioides

## Réaction végétale de défense
La daniélone est un phénol naturel, une phytoalexine produite par la papaye Carica papaya pour combattre Colletotrichum gloeosporioides.